# 隱私權 (臺灣)
臺灣隱私權的發展主要可分為幾個面向，在違憲審查領域，於民國81年（西元1992年）即於釋字第293號解釋中明確肯定人民之隱私權，並於釋字第603號解釋確立了隱私權保障的範圍，包含「空間隱私」與「私密隱私」兩部分，前者是指「保障個人生活私密領域免於他人侵擾及個人資料之自主控制」；後者則指「保障人民決定是否揭露其個人資料、及在何種範圍內、於何時、以何種方式、向何人揭露之決定權，並保障人民對其個人資料之使用有知悉與控制權及資料記載錯誤之更正權。」，並於釋字第689號解釋確認人民即使於公共空間中，亦享有不受他人持續注視、監看、監聽、接近等侵擾之私人活動領域及個人資料自主之權利。
在刑事法領域，實體法面向上對隱私權之侵害可能受刑法之制裁；在程序法面向上隱私權及正當程序原則皆限制國家追訴犯罪時所得採取的手段，並以令狀原則要求原則上應經由法官事前准許國家之干預行為。在行政法領域，個人資料保護法規範國家與一般企業蒐集個人資料時，所應遵守之規範，並應取得人民之同意。在民事法領域，民法第195條規定，對隱私權之不法侵害可以請求損害賠償。

## 憲法中的隱私權

### 憲法上的根據與內涵
根據釋字第603號解釋大法官的闡釋，維護人性尊嚴與尊重人格自由發展，乃自由民主憲政秩序之核心價值。隱私權雖非憲法明文列舉之權利，惟基於人性尊嚴與個人主體性之維護及人格發展之完整，並為保障個人生活私密領域免於他人侵擾及個人資料之自主控制，隱私權乃為不可或缺之基本權利，而受憲法第二十二條所保障。
隱私權在臺灣憲法上的根據為：
|  | 中華民國憲法第12條：「人民有秘密通訊之自由。」 中華民國憲法第22條：「凡人民之其他自由及權利，不妨害社會秩序公共利益者，均受憲法之保障。」 |

### 大法官解釋及憲法裁判
- 中華民國81年（西元1992年）之釋字第293號解釋涉及臺北市議會基於監督之需要，得否要求公營之臺北市銀行提供放款、催收款及呆帳之資料，大法官明確肯定放款資料涉及人民之隱私權，但未明確說明其依據、內涵與範圍，結論上大法官認為只要符合有相當理由足認其放款顯有不當，程序上經過議會決議、銀行不透露個別戶姓名、以及議會不公開有關資料三個條件下，銀行可以提供客戶資料，藉以兼顧人民隱私權及議會對公營銀行之監督。
- 中華民國90年（西元2001年）之釋字第535號解釋涉及警察勤務條例的臨檢規定是否違憲，大法官肯定實施臨檢涉及人民之自由權、財產權、與隱私權，並肯定隱私權屬於憲法位階之權利，雖然大法官仍未具體說明其依據、內涵及範圍，但仍指出「上開條例有關臨檢之規定，並無授權警察人員得不顧時間、地點及對象任意臨檢、取締或隨機檢查、盤查之意思。」，且私人居住之空間應與住宅受相同之保障[註 1]，除予以合憲性限縮解釋外，並要求有關機關於兩年內依本解釋意旨修正法規。
- 中華民國93年（西元2004年）之釋字第585號解釋涉及立法院為調查三一九槍擊事件所制定之「三一九槍擊事件真相調查特別委員會條例」是否違憲，大法官於本釋字確立了隱私權係以《中華民國憲法》第22條為根據，其範圍包含保障個人生活秘密空間免於他人侵擾及個人資料之自主控制。而該真調會條例內容過於空泛，並未制定適當之程序以保障當事人之隱私權等權利，不符正當法律程序及法律明確性原則之要求，此外結論上大部分真調會條例皆遭宣告違憲。
- 中華民國94年（西元2005年）之釋字第603號解釋涉及政府於換發身分證時，得否要求人民捺取指紋以建立全民指紋資料庫，大法官先於同年6月以釋字第599號解釋做成暫時處分，再於本釋字宣示國家不得強迫人民捺取指紋，大法官並確立了隱私權範圍包含資訊自主權（英语：Informational self-determination），亦即人民對其資訊有權決定是否、及在何種範圍內、於何時、以何種方式、向何人揭露之決定、知悉與更正權，並強調政府干涉人民隱私時，目的應明確且禁止目的外之不當使用，尤應以適當之保護措施避免資訊外流之風險。
- 中華民國96年（西元2007年）之釋字第631號解釋涉及國家對人民進行通訊監察的合憲性審查，大法官於本釋字確立了通訊監察亦受「令狀原則（英语：Warrant (law)）」之限制，亦即除了需要有明確的法律依據外，亦必須由客觀、獨立行使職權之法官核發通訊監察書，方符合憲法第十二條保障人民秘密通訊自由之意旨。
- 中華民國100年（西元2011年）之釋字第689號解釋涉及媒體新聞自由與私人不受干擾之行動自由與隱私權之衝突，社會秩序維護法第89條第二款規定：「無正當理由，跟追他人，經勸阻不聽者。」若記者為取得新聞資料持續跟追他人，是否得依本條處以罰鍰？大法官肯定人民縱於公共場域中，亦應享有依社會通念得不受他人持續注視、監看、監聽、接近等侵擾之私人活動領域及個人資料自主，並提出合理隱私期待之概念作為劃分之標準，最後就隱私權與新聞自由間之調和，大法官指出對於特定大眾所關切且具公益性而有新聞價值之事務，記者之跟追行為依社會通念並非不可容忍者，即具正當理由而得阻卻違法。
- 中華民國106年（西元2017年）之釋字第755號解釋、釋字第756號解釋涉及於監獄中受刑人之秘密通訊自由（英语：Secrecy of correspondence），大法官除肯定國家不得任意開拆並閱讀其中內容外，亦破除了特別權力關係（德语：Sonderrechtsverhältnis），保障其救濟之權利。
- 中華民國109年（西元2020年）之釋字第791號解釋涉及刑法第239條規定之通姦罪是否違憲，大法官認為個人之性自主權與其人格自由及人性尊嚴密切相關，國家追訴該行為之過程，必然嚴重干預個人極私密之領域，相較於所追求之利益，有失均衡，並宣告刑法第239條規定應屬違憲而立即失效。
- 中華民國111年（西元2022年）之111年憲判字第13號判決（健保資料庫違憲案），再次涉及個人資料自主（英语：Informational self-determination）問題，大法官認為公務機關、學術研究機構基於醫療、衛生法定目的之統計或學術研究屬於重大公益，固可以強制取得極為敏感的個人健康資訊，但也有義務建置適當之組織與程序性防護機制，並應保障個資的事後控制權（諸如退出、刪除或更正）。

## 刑事法中的隱私權
實體法規範
《中華民國刑法》當中對於隱私法益保護的犯罪有第306條「侵入住居罪」、第307條「違法搜索罪」以及第315條之1「窺視竊聽竊錄罪」。
程序法保障
刑事追訴對人民之隱私權侵害甚鉅，基於憲法第23條中法律保留原則之要求，《刑事訴訟法》中涉及隱私權之強制處分原則上皆採令狀主義和法官保留原則，包括搜索和扣押等等。另外在通訊監察部分，《通訊保障及監察法》亦限制一般輕罪之監聽需由法官事前核發通訊監察書。
若執法機關違法取證，《刑事訴訟法》與《通保法》皆賦予該違法取得之證據及其衍生證據面臨證據排除法則之檢驗，將不得作為證據使用。

## 行政法中的隱私權

### 個人資料保護法
現行個人資料保護法第一條立法目的即指出「為規範個人資料之蒐集、處理及利用，以避免人格權受侵害，並促進個人資料之合理利用，特制定本法。」，其規範對象除國家外，亦包含私法人及私人，一般企業蒐集人民資料時亦受本法之限制，除須明確告知蒐集之目的外，亦須取得人民事前之同意。
台北地院有法官認為，裁判書可以因為侵害隱私權而不公開，不過法院組織法第83條明定裁判書須公開。

## 民事法中的隱私權

### 民事實體法
於中華民國民事實體法上，不法侵害他人隱私者，得請求損害賠償。
- 民法第18條：「人格權受侵害時，得請求法院除去其侵害；有受侵害之虞時，得請求防止之。（I）。前項情形，以法律有特別規定者為限，得請求損害賠償或慰撫金。（II）。」
- 民法第195條第一項：「不法侵害他人之身體、健康、名譽、自由、信用、隱私、貞操，或不法侵害其他人格法益而情節重大者，被害人雖非財產上之損害，亦得請求賠償相當之金額。其名譽被侵害者，並得請求回復名譽之適當處分。」

### 民事訴訟法
中華民國民事訴訟法以公開審理為原則，例外於妨害國家安全、公共秩序或善良風俗之虞時得不予公開，此外於民事訴訟法第195亦設有例外之規定；此外就家事事件處理程序，則以不公開為原則。
- 法院組織法第86條：「訴訟之辯論及裁判之宣示，應公開法庭行之。但有妨害國家安全、公共秩序或善良風俗之虞時，法院得決定不予公開。」
- 民事訴訟法第195-1條：「當事人提出之攻擊或防禦方法，涉及當事人或第三人隱私、業務秘密，經當事人聲請，法院認為適當者，得不公開審判；其經兩造合意不公開審判者，亦同。」
- 家事事件法第9條：「家事事件之處理程序，以不公開法庭行之。但有下列各款情形之一者，審判長或法官應許旁聽：一、經當事人合意，並無妨礙公共秩序或善良風俗之虞。二、經有法律上利害關係之第三人聲請。三、法律別有規定。審判長或法官認為適當時，得許就事件無妨礙之人旁聽。」

此外當事人之閱卷權，如涉及第三人之隱私或業務秘密，法院亦得限制之。（民事訴訟法第242條參照）